# Juan Vicente Gómez
Pour les articles homonymes, voir Juan Gómez et Gómez.
Juan Vicente Gómez Chacón (1857-1935) est un homme d'État vénézuélien, né à San Antonio del Táchira en 1857 et mort le 17 décembre 1935 à Maracay. 

## Biographie
Avant son entrée en politique, il est propriétaire d'un ranch. Nommé vice-président et commandant de l'armée de 1902 à 1908 sous la présidence de Cipriano Castro, il profite d'un voyage de celui-ci en Europe pour prendre le pouvoir. À plusieurs reprises, Juan Vicente Gómez assuma la fonction de président du Venezuela (1908-1915, 1922-1929, 1931-1935). Il institua en 1908 la plus longue des dictatures de l'histoire vénézuélienne, dite de « Restauration ». 
Avec l'aide de capitaux étrangers, le dictateur développe les réseaux ferroviaire et routier du pays et de nombreux travaux d'infrastructure publique. En 1914, la découverte et l'exploitation d'importants gisements de pétrole dotent le Venezuela d'une source de richesses considérable, ce qui permet à l'État de rembourser la dette extérieure du pays et vaut à Gómez une certaine renommée internationale. Il s'associe ouvertement au capitalisme étranger dont il obtient l’appui financier ; il parvient aussi à jouer efficacement les Anglais contre les Américains, et inversement, pour favoriser les intérêts du Venezuela.
Il se constitue une fortune personnelle considérable. Devenu l'un des plus importants propriétaires terriens du pays, son palais comprend une centaine de chambres et des jardins somptueux. Le régime s’appuie en grande partie sur l'armée, qui devient l'une des principales sources de dépenses de son gouvernement. Il entretient par ailleurs toute une cour de journalistes pour vanter ses réalisations.
Le nombre de prisonniers politiques augmente et Gomez leur supprime tout recours afin d'éviter des procès. La torture est régulièrement utilisée et la milice personnelle de Gomez, les Llaneros, se charge d'assassiner les opposants les plus dangereux. Une Fédération des étudiants vénézuéliens, motivée par l'exemple du mouvement de la Réforme universitaire ailleurs en Amérique et soutenu par les gauches libérale et socialiste du pays, engage un combat contre la dictature mais Gómez parvient à réprimer la contestation. Les étudiants ayant participé au mouvement sont condamnés aux travaux forcés.

## Distinctions
- Grand-croix de l'ordre d'Isabelle la Catholique